# Cerro Zurquí
El Cerro Zurquí es una montaña ubicada en Costa Rica, que forma parte de la Cordillera Volcánica Central. Se encuentra situado al sureste del volcán Barva, e incluye una serie de cerros de origen volcánico. Por la parte norte, el cerro Zurquí sirve de contrafuerte al Valle Central de Costa Rica, en la sección entre el valle de La Hondura y el Collado del Desengaño, sitio en donde también se encuentran algunas estribaciones del volcán Barva. En realidad, el Zurquí está conformado por una serie de cimas entre las que se encuentran Chompipe (2.259 m s. n. m.), Turú (2.139 m s. n. m.), Caricias (2.100 m s. n. m.), Hondura (2.047 m s. n. m.), Tres Marías (1.725 m s. n. m.) y Achiotillal (1.882 m s. n. m.). El lugar es especialmente conocido por el Túnel Zurquí, que comunica el Valle Central con la región del Caribe de Costa Rica por medio de la ruta 32.

## Toponimia
La palabra Zurquí es de origen indígena y deriva del vocablo Supi, que era el nombre con el que se conocía a un río que desciende de este cerro. En la época precolombina, las faldas del cerro Zurquí fueron habitadas por un pueblo indígena. En tiempos de la Conquista, el lugar era conocido como Churquín, Yurquín o Yorquín. En la lengua térraba, chur o yur significa vertiente. El pueblo bribri, en tanto, conocía al Zurquí como Choli, palabra que lo relaciona con la idea de una fuente u ojo de agua.

## Geología

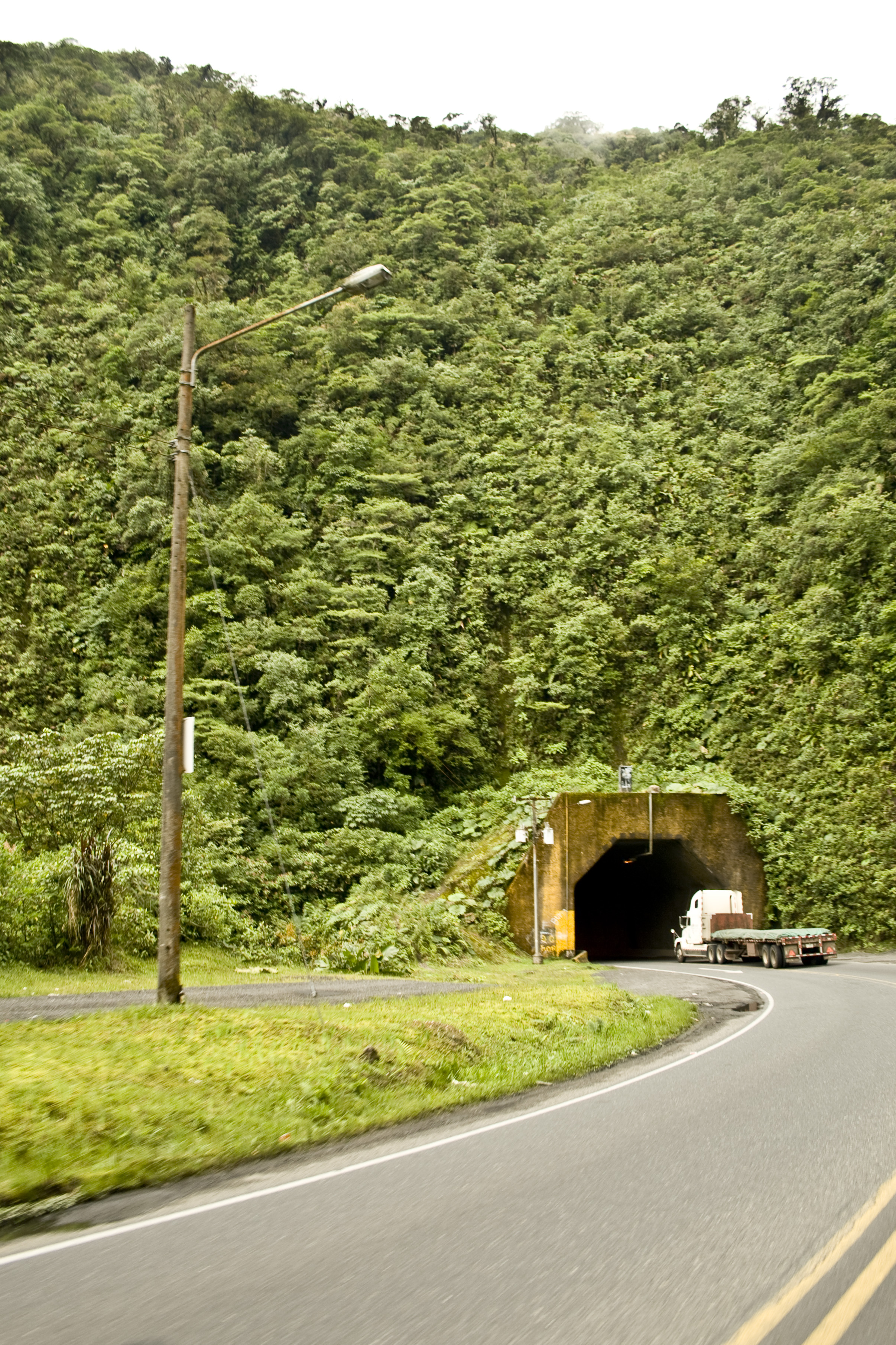
Acceso al túnel Zurquí.

En la zonas norte y noreste del Zurquí, pueden observarse sitios con fuerte erosión, lo que hace propensa la zona a derrumbamientos. En el sitio del Bajo de la Hondura, cerca de la carretera a Guápiles, hay coladas de lava de espesor regular (2 a 12 m), con sitios donde se observan hasta cinco flujos lávicos superpuestos entre sí y separados por piroclastos, como en las cercanías del túnel Zurquí. Petrográficamente, está compuesto de andesitas, andesitas basálticas, basaltos y algunas dacitas, cuya edad se remonta a 0.5 millones de años.
El túnel Zurquí se construyó en una brecha volcánica de bloques de diámetros entre 15 cm a 1 m, y cuya matriz circundante está constituida por clastos de menos de 15 cm de diámetro y arenas volcánicas. El túnel corta dos venas volcánicas de unos 5 m de grosor. Cerca del túnel hay otras dos venas volcánicas de 1 y 4 m de grosor respectivamente. Entre el camino que atraviesa el río Hondura y el túnel, hay una interestratificación de lavas, tobas brechosas e ignimbritas, con llamas de vidrio volcánico particularmente abundantes, grandes y alargadas.
En la superficie, los cerros del Zurquí presenta una cubierta considerable de cenizas alteradas y coluvio, mientras hacia el sur predominan depósitos fluvio-volcánicos.

## Riquezas naturales

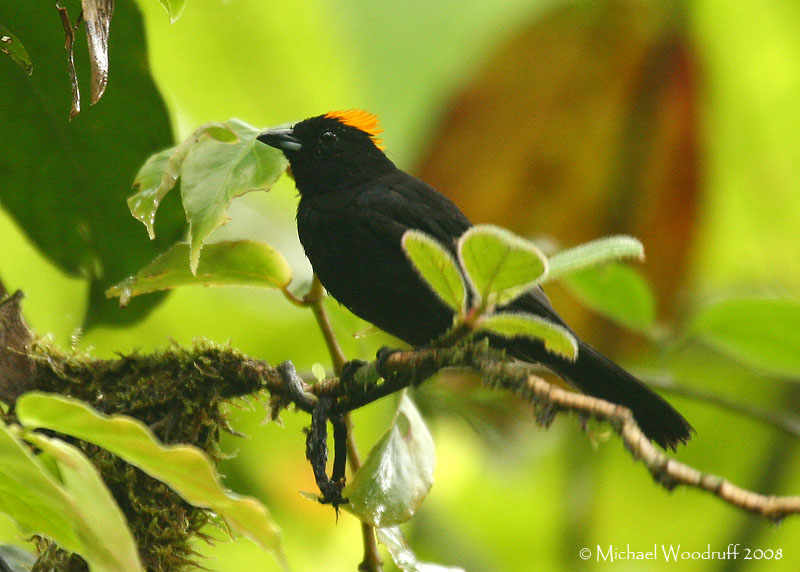
El cerro Zurquí presenta una abundante avifauna.

El cerro Zurquí, el Bajo de la Hondura y los volcanes Barva y Cacho Negro forman parte del parque nacional Braulio Carrillo. El paisaje de este parque está constituido por profundos cañones con densa vegetación y abundantes ríos caudalosos que atraviesan paredes montañosas casi verticales, formando infinidad de cascadas. La pluviosidad de la región es muy alta (4500 mm), con poca resistencia a la erosión natural. Casi toda el área se conserva inalterada a la acción humana.
El cerro posee un bosque latifoliado siempreverde, de gran espesura, densidad, altura y complejidad florística. El tipo de bosque va cambiando conforme a las condiciones ambientales (topografía, drenaje, nubosidad, temperatura, intensidad del viento). Cerca de la llanura caribeña, los bosques son más altos y de mayor número de especies. Conforme la altura y precipitación aumentan, los bosques son más bajos, con troncos deformados y menos especies. Abundan los helechos arborescentes, las heliconias o platanillas, las palmas y los robles.
El Zurquí cuenta con una fauna muy abundante, especialmente en aves. Entre los mamíferos, se pueden encontrar coyotes, puercoespines, pizotes, tartusas, tigrillos, dantas, monos carablanca, congo y colorados, martillas, cabros de monte, saínos, tepezcuintles, león breñero, manigordo, mapache, conejos, ardillas y murciélagos. Se han identificado hasta 333 especies de aves, destacándose el tinamú grande, el zopilote cabecirrojo, águila pescadora, elanio tijereta, gavilán blanco, aguilucho negro, águila solitaria, pava crestada, garza de sol, andarríos maculado, paloma collareja, lapa verde, periquito barbianaranjado y jilguero.

## Leyendas
Véase también: Leyendas del Zurquí
Las leyendas indígenas del cerro Zurquí explican el ciclo de vida de los jilgueros y las mariposas colipato. Los jilgueros viven en bosques lluviosos de Costa Rica y Panamá, y en el caso de Costa Rica, no hay otro lugar donde sean más abundantes que en el cerro Zurquí, La Palma y La Hondura. Las mariposas colipato, en tanto, forman parte de su ciclo en el Caribe y en cierta época del año, atraviesan hacia el Valle Central por el Paso del Desengaño, entre el volcán Poás y Varablanca, y por el Paso de la Palma, entre el cerro Zurquí y el volcán Irazú.